# Naturschutzgebiet Rottbachtal
Koordinaten: 51° 22′ 31″ N, 6° 50′ 14″ O
Das Naturschutzgebiet Rottbachtal liegt auf dem Gebiet der kreisfreien Stadt Mülheim an der Ruhr in Nordrhein-Westfalen. 
Das aus drei Teilflächen bestehende Gebiet erstreckt sich südwestlich der Kernstadt von Mülheim an der Ruhr und nördlich und nordwestlich von Selbeck, einem Ortsteil von Mülheim an der Ruhr, entlang des Rottbaches. Am nordöstlichen Rand des Gebietes verläuft die Kreisstraße K 4 und östlich die B 1. Ganz im Westen verläuft die A 3 durch das Gebiet. Nördlich des Gebietes erstreckt sich das etwa 194,6 ha große Naturschutzgebiet Wambachtal und Oembergmoor und südlich das etwa 104,0 ha große Naturschutzgebiet Quellenhang in der Lintorfer Mark.

## Bedeutung
Das etwa 65,4 ha große Gebiet wurde im Jahr 2001 unter der Schlüsselnummer MH-013 unter Naturschutz gestellt. Schutzziele sind der Erhalt und die Optimierung des naturnahen Fließgewässers sowie der bachnahen Waldbestände.